# Space Dogs
Space Dogs (aka Belka & Strelka - Star Dogs, original: Белка и Стрелка. Звёздные собаки, Belka i Strelka. Zvyozdnye sobaki) er en russisk computer-animeret film fra 2010. Filmen er baseret på de sovjetiske rumhunde og er en hædersbevisning til de første dyr, der overlevede en orbital rumrejse.

## Danske stemmer
- Sophie Larsen [2]
- Peter Zhelder
- Sasia Mølgaard
- Sebastian Jessen
- Donald Andersen
- Christian Damsgaard
- Thomas Mørk
- Mathias Klenske
- Sune Svanekier